# Clarke Scholes
Clarke Currie Scholes (Detroit, 25 november 1930 - aldaar, 5 februari 2010) was een Amerikaans zwemmer. Op de Olympische Zomerspelen 1952 won hij goud op de 100 meter vrije slag. Drie jaar later, op de Pan-Amerikaanse Spelen won hij goud op hetzelfde onderdeel en op de 4x100 meter wisselslag. In 1980 werd besloten om Scholes een plaats te geven in de International Swimming Hall of Fame. In 1992 werd hem ook een plaats gegeven in de Michigan State University Sports Hall of Fame en in 2008 in de Michigan Sports Hall of Fame.